# Erythrinus
Erythrinus is een geslacht van straalvinnige vissen uit de familie van de forelzalmen (Erythrinidae).

## Soorten
- Erythrinus erythrinus (Bloch & Schneider, 1801)
- Erythrinus kessleri Steindachner, 1877